# Bartramia aurescens
Bartramia aurescens là một loài rêu trong họ Bartramiaceae. Loài này được Dixon mô tả khoa học đầu tiên năm 1935.